# Parafia Najświętszego Serca Jezusowego w Słupsku
Parafia pw. Najświętszego Serca Jezusowego w Słupsku – parafia rzymskokatolicka należąca do dekanatu Słupsk Wschód, diecezji koszalińsko-kołobrzeskiej, metropolii szczecińsko-kamieńskiej.  

## Historia
Została utworzona 25 maja 1889. jako parafia pw. św. Ottona. 2 października 1991 nazwa parafii została zmieniona na obecną przez biskupa Ignacego Jeża. Jest to najstarsza parafia katolicka na Ziemi Słupskiej.

## Miejsca kultu

### Kościół parafialny
Kościół pw. Najświętszego Serca Jezusowego w Słupsku

### Kościoły filialne i kaplice
- Kaplica w Areszcie Śledczym[1]
- Kaplica w domu Sióstr Urszulanek[1]
- Kaplica w Centrum Zdrowia Psychicznego[1]
- Kaplica pw. Miłosierdzia Bożego w hospicjum[1]
- Kościół pw. św. Ottona w Słupsku[1] – przy klasztorze Sióstr Klarysek[1]

## Proboszczowie
Źródło: oficjalna strona parafii
| Proboszczowie – okresy urzędowania w parafii | Proboszczowie – okresy urzędowania w parafii | Proboszczowie – okresy urzędowania w parafii |
| -------------------------------------------- | -------------------------------------------- | -------------------------------------------- |
| Ferdinand Huebner                            | 1866–1870                                    |                                              |
| Oscar Schoenborn                             | 1870–1884                                    |                                              |
| Paul Lincke                                  | 1884–1893                                    |                                              |
| Josef Hartmann                               | 1893–1905                                    |                                              |
| Bruno Mangelsdorff                           | 1905–1910                                    |                                              |
| Carl Sauer                                   | 1910–1917                                    |                                              |
| Adolf Pojda                                  | 1917–1927                                    |                                              |
| Paweł Gediga                                 | 1927–1945                                    |                                              |
| Jan Zieja                                    | 1945–1946                                    |                                              |
| Karol Chmielewski                            | 1946–1947                                    |                                              |
| Henryk Hilchen                               | 1947–1952                                    |                                              |
| Wincenty Lesiak                              | 1952–1985                                    |                                              |
| Stanisław Goryński                           | 1985–1989                                    |                                              |
| Jan Wszołek                                  | 1989–1995                                    |                                              |
| Franciszek Puchalski                         | 1995–2011                                    |                                              |
| Jerzy Urbański                               | od 2011                                      |                                              |